# Anatoli Jakovlev
Anatoli Jakovlev (* 22. Januar 1990 in Narva, Estnische SSR) ist ein estnischer Eishockeyspieler, der seit 2017 erneut bei Tartu Kalev-Välk in der Meistriliiga unter Vertrag steht.

## Karriere
Jakovlev begann seine Karriere als Eishockeyspieler in seiner Geburtsstadt beim Narva PSK, für den er bereits als 16-Jähriger in der Meistriliiga debütierte. 2010 wechselte er zu Tartu Kalev-Välk, wo er seither – mit Ausnahme der Spielzeit 2015, als er für Kohtla-Järve Viru Sputnik spielte – unter Vertrag steht. 2011, 2012 und 2015 gewann er mit der Mannschaft aus der traditionsreichen Universitätsstadt den estnischen Meistertitel. Nachdem er 2016/17 erneut bei seinem Stammverein Narva PSK spielte, ist er seit 2017 wieder bei Tartu Kalev-Välk aktiv.

### International
Im Juniorenbereich nahm Jkovlev für Estland 2007 sowohl an der U18-Weltmeisterschaft in der Division II als auch an der U20-Weltmeisterschaft in der Division I teil. 2010 nahm er in seiner Heimatstadt Narva an der U20-Weltmeisterschaft in der Division II teil.
Mit der Herren-Nationalmannschaft spielte er bei den Weltmeisterschaften der Division II 2012 sowie der Division I 2013 teil. Zudem vertrat er seine Farben beim Qualifikationsturnier für die Olympischen Winterspiele 2014 in Sotschi.

## Erfolge und Auszeichnungen
- 2010 Aufstieg in die Division I bei der Weltmeisterschaft der Division II
- 2011 Estnischer Meister mit Tartu Kalev-Välk
- 2012 Estnischer Meister mit Tartu Kalev-Välk
- 2012 Aufstieg in die Division I, Gruppe B, bei der Weltmeisterschaft der Division II, Gruppe A
- 2015 Estnischer Meister mit Tartu Kalev-Välk